# Nikon D700
Nikon D700 — цифровой зеркальный фотоаппарат, анонсированный компанией Nikon 1 июля 2008 года. Стал второй после Nikon D3 моделью компании, оснащённой сенсором формата Nikon FX, позволяющим использовать объективы, выпущенные для плёночных фотоаппаратов, без пересчёта фокусного расстояния.
В январе 2012 года модель была убрана из списка актуальных на японском сайте Nikon.

## Описание
Nikon D700 представляет собой цифровую зеркальную камеру с полнокадровой светочувствительной КМОП-матрицей NC81338L формата Nikon FX (поддерживается возможность использования кроп-объективов Nikon DX) с разрешением 12.1 мегапикселей. Камера является второй полнокадровой цифровой фотокамерой в линейке продукции Nikon. Вместе с Sony Alpha DSLR-A850 является одной из самых доступных полнокадровых фотокамер.
Фотоаппарат поддерживает изменение чувствительности в пределах 200-6400 ISO. Специальный режим позволяет «расширить» диапазон до 100-25600 ISO. Камера также оборудована новой системой автофокусировки по 51 точке (Nikon Multi-CAM 3500FX) с возможностью выбора зоны покрытия в 9, 21 и 51 точку. Автофокусировка умеет работать в режиме автоматического выбора точек фокусировки, а также в режиме ручного выбора любой из 51 точки фокусировки с помощью курсоров (без вызова дополнительного меню).
Камера позволяет сохранять снимки в форматах JPEG, TIFF и NEF (Raw). Для сохранения используется один слот для карт памяти CompactFlash (Type I). Для подключения к видеотехнике предусмотрен HDMI-разъём. При подключении к компьютеру по USB, камера позволяет сохранять снимки на компьютер сразу после нажатия кнопки затвора посредством специального программного обеспечения, работающего по протоколу PTP (например, GPhoto). Просмотр данных видеовыхода по USB не поддерживается.
Новый процессор EXPEED с 14-разрядным аналого-цифровым преобразованием и 16-разрядной обработкой изображений позволяет снимать со скоростью 5 кадров/с (8 кадров/с с дополнительным батарейным блоком MB-D10).
D700 поддерживает возможность просмотра изображения на экране в режиме реального времени (Live View), во время работы которого поднимается зеркало. Относясь к профессиональным фотоаппаратам, D700 имеет влаго- и пылезащищённый корпус. Имеется ультразвуковая система удаления пыли с матрицы.

## Некоторые конструктивные особенности
- Задержка срабатывания затвора ≈ 40 мс.
- Пылевлагозащищённый корпус из магниевого сплава.
- Поддержка беспроводной локальной сети и Ethernet через дополнительный беспроводной передатчик WT-4.
- Окуляр имеет защитное стекло, которое навинчивается на резьбу, что позволяет, например, вместо защитного стекла закрепить на резьбе видоискателя микровидеокамеру.